# Anthaxia obliquepilosa
Anthaxia (Haplanthaxia) obliquepilosa – gatunek chrząszcza z rodziny bogatkowatych, podrodziny Buprestinae i plemienia Anthaxiini.
Gatunek ten został opisany w 1924 przez Jana Obenbergera. W obrębie rodzaju Anthaxia (kwietniczek) należy do podrodzaju Haplanthaxia, a w nim do grupy gatunków Anthaxia rothkirchi species-group.
Ciało długości 6,5 mm, czarne z zielonym przebłyskiem. Czoło w zarysie zaokrąglone. Rzeźba przedplecza złożona z wielokątnych komórek, które wzdłuż krawędzi przedplecza i tylnych jego kątów opatrzone są ziarenkami środkowymi. Krawędzie boczne przedplecza równoległe i proste w przednich ⅔, a podgięte w tylnej ⅓ długości. Na pokrywach obecne długie, jasne włoski.
Kwietniczek ten jest endemitem Konga.